# Andrej Evgen'evič Ivanov
Andrej Evgen'evič Ivanov (in russo Андрей Евгеньевич Иванов?, traslitterazione anglosassone: Andrei Yevgenyevich Ivanov; Mosca, 6 aprile 1967 – Mosca, 19 maggio 2009) è stato un calciatore sovietico dal 1991 russo, di ruolo difensore.

## Carriera

### Club
Tra le numerose squadre in cui ha giocato, con lo Spartak Mosca conta 109 presenze.
Ha terminato la sua carriera nel 2000, iniziando subito ad abusare di bevande alcoliche. 
Ha svolto la professione di guardia di sicurezza in un negozio e in una scuola, dove è stato licenziato per ubriachezza.
Muore improvvisamente il 19 maggio 2009 per una polmonite causata dall'ubriachezza.
Il 21 maggio 2009 è stato sepolto nel cimitero di Perepechinsky.

### Nazionale
Complessivamente ha rappresentato ben 3 nazionali: URSS, CSI e Russia.

## Palmarès
- Campionato sovietico: 1

Spartak Mosca: 1989
- Coppa dell'URSS: 1

Spartak Mosca: 1991-1992
- Campionato russo: 2

Spartak Mosca: 1992, 1993